# Камарата
Камара̀та (на италиански: Cammarata, на сицилиански Camaràta) е градче и община в Южна Италия, провинция Агридженто, автономен регион и остров Сицилия. Разположено е на 700 m надморска височина. Населението на общината е 6267 души (към 2012 г.).